# Биса
Биса је у грчкој митологији била принцеза са острва Кос, Еумелова кћерка.

## Митологија
Бису је Артемида претворила у врсту морске птице како би је казнила, јер је презирала богове и гнушала се богиње која ноћу лута шумом. Према неким изворима, њено име је било Виса и њу је Артемида претворила у галеба. Слична судбина је задесила њену сестру Меропиду и њеног брата Агрона.